# Flume
Гарлі Едвард Стретен (англ. Harley Edward Streten, 5 листопада 1991, Сідней, Австралія) — австралійський музичний продюсер та ді-джей, відоміший як Flume. Вважається піонером жанру future bass. Альбом Flume, випущений 2012 року, очолював чарти ARIA та став двічі платиновим у Австралії.
Реміксував пісні таких артистів, як Lorde, Сем Сміт, Arcade Fire, Hermitude, Disclosure. Його другий студійний альбом під назвою Skin, випущений 27 травня 2016 року, був позитивно оцінений критиками та очолив чарт ARIA. Альбом виграв нагороду Греммі як найкращий «Танцювальний альбом року», а пісня «Never Be Like You» отримала номінацію на найкращу танцювальну пісню року. 20 травня 2022 року випустив третій альбом Palaces.

## Біографія

### Ранні роки
Стретен народився у сім'ї Глена Стретена, кінорежисера та музичного продюсера та Ліндалл, садівниці та вчительки. У 13 років почав писати музику. 2010 року почав писати хауз музику під ім'ям HEDS, яке відповідало його ініціалам. Тоді написав два треки — «Flow» та «Fizz», а також кілька реміксів.

### Sleepless та Flume
2011 року переміг у конкурсі, організованому лейблом Future Classic, подавши на участь треки «Sleepless», «Over You» та «Paper Thin». Нейтан Маклей, засновник лейблу, а згодом менеджер Стретена, допоміг випустити перший EP артиста під назвою Sleepless, який містив три реки, з якими він переміг на конкурсі. Реліз був випущений під ім'ям Flume, яке Стретен взяв з одноіменної пісні Bon Iver.
9 листопада 2012 року випустив перший студійний альбом, який теж назвав Flume. Всі треки до альбому були записані на особистому лаптопі артиста під час подорожі. Робота містила кілька треків за участі інших артистів, серед яких Moon Holiday, Jezzabell Doran, Чет Фейкер та репер з Нью-Йорка T-Shirt. Альбом швидко зайняв перше місце у хіт-параді iTunes Австралії та досягнув другого місця чарту ARIA, уступивши лише гурту One Direction та їх роботі Take Me Home. У грудні 2012 року підписав контракт з лейблом Mom + Pop Music та оголосив реліз свого першого альбому в Північній Америці. Реліз у США відбувся 21 лютого 2013 року та отримав підтримку серед місцевих музичних критиків. Metacritic оцінив його у 73 бали зі 100.
У лютому 2013 року оголосив про перше турне Австралією, яке відбулось у квітні-травні, та на яке було продано 40,000 квитків. Початок 2014 року провів у міжнародному турне, відвідавши фестивалі Lollapalooza та Coachella, де представив нову пісню «Tennis Court», записану за участі Lorde.
З 2011 року був також залучений у проект What So Not, де працював разом з Emoh Instead. 2015 року Стретен оголосив про свій вихід з дуету.

### Skin
У лютому 2016 року випустив перший сингл з майбутнього альбому, який був записаний за участі канадської співачки Kai та називався «Never Be like You». Пісня швидко зайняла перше місце у австралійському чарті, ставши таким чином першою піснею артиста, яка очолила хіт-парад. У квітні вийшов другий офіційний сингл під назвою Say It, який був записаний за участі шведської співачки Туве Лу.
27 травня 2016 року був випущений альбом Skin, у записі якого також взяли участь Vic Mensa, Allan Kingdom, Raekwon, Little Dragon, AlunaGeorge, MNDR та Beck. Альбом отримав загалом позитивні відгуки, а Metacritic оцінив його у 75 балів зі 100. На нагородженні ARIA Music Awards 2016 Flume виграв вісім нагород, включаючи «Альбом року» та «Артист року». На церемонії «Греммі» Skin став «Найкращим танцювальним альбомом року», а пісня «Never Be Like You» отримала номінацію на «Найкращу танцювальну пісню року».
У листопаді 2016 та лютому 2017 року випустив два EP — Skin Companion EP 1 та Skin Companion EP 2.

### Hi This Is Flume
19 березня 2019 року Flume оголосив про випуск свого першого мікстейпу під назвою Hi This Is Flume. Альбом складається з 17 пісень, які були записані в співпраці з такими артистами як KUČKA, EPROM, JPEGMAFIA, SOPHIE, HWLS та slowthai. Мікстейп отримав загалом позитивні відгуки музичних критиків та дебютував на 9 сходинці чарту Dance/Electronic Albums Billboard. Платівка також була номінована на отримання премії Гремії за найкращий танцювальний альбом року.
11 березня 2020 року випустив сингл «The Difference», який був записаний за участі Toro y Moi.
20 травня 2022 року випустив третій студійний альбом під назвою Palaces.

## Дискографія

### Альбоми
- Flume (2012)
- Skin (2016)
- Palaces (2022)

### Мікстейпи
- Hi This Is Flume (2019)

### Міні-альбоми
- Sleepless (2011)
- Lockjaw (2013)
- Skin Companion EP 1 (2016)
- Skin Companion EP 2 (2017)
- Quits (with Reo Cragun) (2019)

### Сингли
- «Sleepless» (featuring Anthony for Cleopatra) (2011)
- «On Top» (featuring T.Shirt) (2012)
- «Sleepless» (featuring Jezzabell Doran) (2012)
- «Holdin On» (2012)
- «Drop the Game» (з Четом Фейкером) (2013)
- «Some Minds» (featuring Andrew Wyatt) (2015)
- «Never Be like You» (featuring Kai) (2016)
- «Smoke & Retribution» (featuring Vince Staples and Kučka) (2016)
- «Say It» (featuring Tove Lo) (2016)
- «Hyperreal» (featuring Kučka) (2017)
- «Friends» (featuring Reo Cragun) (2019)
- «Let You Know» (featuring London Grammar) (2019)
- «Rushing Back» (featuring Vera Blue) (2019)
- «The Difference» (with Toro y Moi) (2020)

## Нагороди та номінації

### AIR Awards
| Рік  | Категорія                                                        | Номінований артист/робота            | Результат |
| ---- | ---------------------------------------------------------------- | ------------------------------------ | --------- |
| 2013 | Найкращий незалежний артист                                      | Flume                                | Перемога  |
| 2013 | Найкращий незалежний альбом                                      | Flume                                | Перемога  |
| 2013 | Найкращий незалежний танцювальний альбом                         | Flume                                | Перемога  |
| 2013 | Найкращий незалежний сингл/EP                                    | «Holdin On»                          | Номінація |
| 2013 | Найкращий незалежний танцювальний сингл                          | «Holdin On»                          | Перемога  |
| 2017 | Найкращий незалежний артист                                      | Flume                                | Номінація |
| 2017 | Найкраща незалежна танцювальна/електронна пісня або EP           | «Never Be like You» (featuring Kai)  | Номінація |
| 2017 | Найкращий незалежний танцювальний альбом                         | Skin                                 | Номінація |
| 2020 | Найкращий незалежний електронний альбом або EP                   | Hi This is Flume                     | Номінація |
| 2020 | Найкращий незалежний танцювальний, електронний або клубний сингл | «Rushing Back» (featuring Vera Blue) | Номінація |
| 2021 | Найкращий незалежний танцювальний, електронний або клубний сингл | «The Difference» (with Toro y Moi)   | Номінація |

### APRA Music Awards
| Рік  | Категорія                                  | Номінований артист/робота                                                                | Результат |
| ---- | ------------------------------------------ | ---------------------------------------------------------------------------------------- | --------- |
| 2014 | Танцювальна робота року                    | «Holdin On»                                                                              | Перемога  |
| 2017 | Танцювальна робота року                    | «Never Be like You» (Гарлі Стретен, Kai, Джоффрі Ерлі)                                   | Перемога  |
| 2017 | Танцювальна робота року                    | «Say It» (Стретен, Джуліан Гамільтон, Деніел Джонс, Туве Лу)                             | Номінація |
| 2017 | Найпрокручуваніша австралійська робота     | «Never Be like You» (Гарлі Стретен, Kai, Джоффрі Ерлі)                                   | Перемога  |
| 2017 | Найпрокручуваніша австралійська робота     | «Say It» (Стретен, Джуліан Гамільтон, Деніел Джонс, Туве Лу)                             | Номінація |
| 2017 | Автор пісні року                           | Flume                                                                                    | Перемога  |
| 2021 | Найчастіше виконувана австралійська робота | «Rushing Back» (Streten, Celia Pavey, Eric Dubowsky, Sophie Cates) (featuring Vera Blue) | Номінація |
| 2021 | Найчастіше виконувана танцювальна робота   | «Rushing Back» (Streten, Celia Pavey, Eric Dubowsky, Sophie Cates) (featuring Vera Blue) | Перемога  |

### Billboard Music Awards
| Рік  | Категорія                       | Номінований артист/робота | Результат |
| ---- | ------------------------------- | ------------------------- | --------- |
| 2017 | Танцювальний/електронний альбом | Skin                      | Номінація |

### Grammy Awards
| Рік  | Категорія                                 | Номінований артист/робота | Результат |
| ---- | ----------------------------------------- | ------------------------- | --------- |
| 2017 | Найкращий танцювальний запис              | «Never Be Like You»       | Номінація |
| 2017 | Найкращий танцювальний/електронний альбом | Skin                      | Перемога  |
| 2020 | Найкращий танцювальний/електронний альбом | Hi This Is Flume          | Номінація |
| 2021 | Найкращий танцювальний запис              | «The Difference»          | Номінація |